# B.G.Knocc Out
Аль Хасан Накий (англ. Al Hasan Naqiyy), урождённый Арландис Тремел Хинтон (англ. Arlandis Tremel Hinton, род. 23 января 1975 года, Комптон, Калифорния, США), более известен под псевдонимом B.G.Knocc Out или B.G.K.O. — американский рэп-исполнитель. Родной брат рэпера Gangsta Dresta и один из близких друзей Eazy-E.

## Карьера
Будучи несовершеннолетним Арландис Хинтон через рэпера и брата Gangsta Dresta познакомился с владельцем лейбла Ruthless Records Eazy-E, после чего дебютировал на его втором мини-альбоме приняв участие в таких легендарных треках как Real Muthaphuckkin G's и Down 2 The Last Roach. Альбом был диссом Ruthless на Death Row Records, таким образом Арландис и его брат Gangsta Dresta ввязались в конфликт двух лейблов, Арландис также участвовал в треке Ole School Shit и многих других треках Eazy где оскорблял Death Row, но некоторые из них был выпущены после смерти Eazy-E. Менеджер Death Row Шуг Найт предлагал Арландису и его брату чек в 50.000$ взамен на то что они предадут Eazy и перейдут на Death Row, но они отказались. Артисты Death Row — Snoop Dogg, Kurupt, Daz Dillinger, Nate Dogg ответили на это треком Would Woud You Do где задиссили братьев. В конце концов в ответ на это Gangsta Dresta и Knocc Out выпустили свой сольный альбом Real Brothas. Альбом занял относительно высокие места в чартах и получил отличные оценки от критиков, но не получил особой известности в мире, он называется одним из самых недооценённых в истории хип-хопа[кем?].
После этого B.G.Knocc Out выпустил ещё 5 альбомов и три мини альбома. Он до сих пор ведёт работу и общение с бывшим членом N.W.A. DJ Yella и Bone Thugs-N-Harmony, а также детьми Eazy-E.

## Личная жизнь
О личной жизни Нокаута-Хасана мало что известно, он был членом банды Nutty Blocc Compton Crips. Он вырос на улицах Уаттса и Комптона вместе со своим братом Gangsta Dresta. Он начал торговать наркотиками в раннем возрасте. Арландис раньше исповедовал Христианство, сейчас он является мусульманином, регулярно делает посты в инстаграмм и даёт интервью. Также он дружил с Арландо Андерсоном, убийцей Тупака и был в хорошем общении с его компанией.Хасан рассказал на интервью подробности своей криминальной активности, он мстил за своего друга Jay Rock'а которого, как ему сообщили, подстрелили. Хасан приехал на место, достал оружие и начал преследовать оппонентов стреляя в них, после чего его посадили за покушение на убийство. Также Нокаут и его брат ввязался в драку с Nate Dogg и его соратниками на встрече в гольф клубе. 

## Семья
Арландис имеет ранее упомянутого имеет единоутробного брата Gangsta Dresta, а также как минимум приёмного брата, который женат на сестре Орландо Андерсона. Нокаут на интервью сообщил что имеет индийское, а также германское происхождение. Помимо этого, возможно на 1:04 минуте интервью с DJ Vlad имел ввиду что имеет кавказское (скорее всего абхазо-адыгские народы или другие) или турецкое происхождение

## Дискография
Студийные альбомы
- Eazy-E’s Protege (2011)
- Nutty by Nature (2015)
- Blocc Boyz (2015)
- Uncommon (2017)
- 1-Up (2017)

Коллаборации
- Real Brothas (1995)

Компиляционные альбомы
- Features (2017)

Мини-альбомы
- St. L.A. (2015)
- Da New Crip (2017)
- 5st Regime Change (2018)